# Темелеуць (Флорештський район)
Темелеуць (рум. Temeleuți) — село у Флорештському районі Молдови. Утворює окрему комуну.

## Населення
За даними перепису населення 2004 року у селі проживали 1185 осіб.
Національний склад населення села:
| Національність       | Кількість осіб | Відсоток   |
| -------------------- | -------------- | ---------- |
| молдавани румуни     | 1162 3         | 98,1% 0,3% |
| українці             | 11             | 0,9%       |
| росіяни              | 8              | 0,7%       |
| інша / без відповіді | 1              | 0,1%       |
| Всього               | 1185           | 100%       |